# Karen Castrejón Trujillo
Karen Castrejón Trujillo (Acapulco de Juárez, Guerrero; 1 de abril de 1980) es una abogada y política mexicana, actualmente es presidenta del Partido Verde Ecologista de México desde noviembre de 2020. Asimismo se ha desempeñado como Secretaria del Medio Ambiente y Recursos Naturales bajo la administración de Héctor Astudillo Flores y diputada local al Congreso del Estado de Guerrero de 2012 a 2015 por el Partido Verde Ecologista de México.

## Trayectoria
Cursó la licenciatura en Derecho en la Universidad Autónoma de Guerrero, de la cual se graduó en el 2003, posteriormente hizo un diplomado en Derecho y Gestión Ambiental por la Facultad de Ciencias de la Universidad Nacional Autónoma de México.
En su carrera profesional destaca el haber ocupado distintos cargos dentro de la administración pública municipal y estatal, tales como asesora en el H. Ayuntamiento de Acapulco, diputada local al Congreso del Estado de Guerrero en la LX Legislatura, en la cual fue coordinadora del grupo parlamentario del PVEM. Durante su paso al congreso del estado se integró a las Comisiones de Gobierno, Justicia, Salud y Juventud.
En 2015 coordinó la campaña de Héctor Astudillo Flores rumbo al gobierno del estado, quien al asumir la gubernatura en octubre de ese mismo año la designó Secretaria del Medio Ambiente y Recursos Naturales de Guerrero, cargo al que renunció en marzo de 2018 para ser candidata a síndica sin llegar a ser electa.

### Presidenta del Partido Verde Ecologista de México
El 26 de noviembre de 2020, Castrejón Trujillo fue presentada oficialmente como presidenta del Partido Verde Ecologista de México, tras haber sido electa por el  Consejo Político Nacional. Su asunción trascendió puesto que es la primera mujer en asumir el puesto en la dirigencia nacional del partido, en el mismo evento presentó a quienes formarían parte de su dirigencia nacional, siendo integrado únicamente por mujeres.
Uno de sus logros como dirigente nacional del PVEM, es la integración de dicho partido a la coalición Juntos Hacemos Historia junto con Movimiento Regeneración Nacional y el Partido del Trabajo, siendo la primera vez en 14 años que el PVEM se alía con un partido distinto al Partido Revolucionario Institucional.